# ميخائيل بافلوف
ميخائيل بافلوف (بالروسية: Павлов, Михаил Сергеевич)‏ هو راكب الكنو روسي، ولد في 1 ديسمبر 1986 في بيلايا كاليتفا في روسيا.